# Delfingade
Delfingade er en gade i kvarteret Nyboder i Indre By i København, der ligger mellem Store Kongensgade og Øster Voldgade. Gaden er opkaldt efter dyret delfin og udgør en del af en række gader i kvarteret med dyrenavne.
Gaden er belagt med brosten og er omgivet af klassiske gule toetages Nyboder-huse, der blev opført i 1785-1788 af C.F. Harsdorff, da Nyboder blev udvidet nordpå. Gaden krydses af Kronprinsessegade, der deler den i en kort del mod Øster Voldgade og en lang del mod Store Kongensgade. Ved enden mod Øster Voldgade er gaden optaget af et overgroet beskyttelsesrum, der forhindrer gennemkørsel med bil, men som kan passeres til fods.